# Lachenalia gillettii
Lachenalia gillettii är en sparrisväxtart som beskrevs av Winsome Fanny 'Buddy' Barker. Lachenalia gillettii ingår i släktet Lachenalia och familjen sparrisväxter. Inga underarter finns listade i Catalogue of Life.